# Miracle de la Mare de Déu del Roser i el cavaller de Colònia
El Miracle de la Mare de Déu del Roser i el cavaller de Colònia és una pintura sobre fusta que es conserva al Museu de Lleida, des que va entrar a la col·lecció permanent del museu a finals de 2011 gràcies a una adquisició de la Generalitat de Catalunya

## Història
Es tracta d'una pintura sobre fusta inèdita en la historiografia especialitzada, la qual va sortir a subhasta a Christie's (Londres) el 26 d'octubre de 2011. S'oferia a la venda com a obra d'un artista hispà d'inicis del segle xvi, però els tècnics del Museu van poder determinar que, en realitat, podria tractar-se d'una obra de joventut del pintor Joan Pau Guardiola, àlies Joanot de Pau, un pintor documentat a Cervera des del 1500 fins al 1548.
El més interessant de l'adquisició i ingrés de l'obra al Museu de Lleida és la descoberta que s'ha efectuat a posteriori. En aquest sentit, els tècnics del Museu han pogut constatar que aquest fragment es correspon perfectament amb un segon conservat al Museu Cau Ferrat de Sitges, de procedència igualment desconeguda, el qual consta d'antic entre la col·lecció d'objectes aplegats pel pintor, escriptor i dramaturg Santiago Rusiñol (1861-1931).
Precisament, es tracta d'una representació de la Mare de Déu del Roser envoltada d'una màndorla de raigs solars i una corona de roses, la qual s'ubicaria a la banda dreta de la taula del Museu de Lleida, segons el punt de vista de l'espectador. A la part baixa advertim un paviment idèntic al descrit abans i, fins i tot, detectem la continuació de la túnica amb el rivet d'ermini del personatge principal. Igualment, al paviment del fragment de Sitges trobem un bonet que pertany al personatge del fragment lleidatà, així com el llibre davant el qual pregava. Altrament, cal apuntar que la taula de Sitges mesura 111,5x31 cm, i això corrobora que la de Lleida va ser serrada.
Es desconeix la procedència dels dos fragments de Lleida i Sitges, però tenint en compte l'àrea de treball de Joanot de Pau, cal deduir que són originaris d'alguna església de la demarcació de Lleida, ja sigui de l'àrea de la Segarra o del Pirineu. En aquest sentit, cal tenir present que Joanot, juntament amb Pere Alegret (doc. 1491-1541), va contractar el 1501 un retaule dedicat al Roser destinat a una de les capelles del convent dels dominics de Cervera, un conjunt que romania inacabat el 1507. No existeix cap indici fiable que permeti deduir un origen cerverí per als fragments del Museu de Lleida i el Museu del Cau Ferrat, però l'atribució a Joanot, si més no, podria suggerir un vincle amb l'encàrrec esmentat.

## Autor
Es creu que l'autor de l'obra podria ser Joanot de Pau, el cèlebre pintor cerverí de la primera meitat del segle xvi a qui es recorda, sobretot, per ser sord-mut de naixement. Aquesta proposta d'autoria s'ha efectuat a partir de l'estil i gràcies a les darreres propostes que pensen en Joanot com a possible autor del retaule de l'església d'Ivorra (Segarra) –en la seva etapa primerenca–, una obra que, sense cap mena de dubte, fou executada pel mateix pintor que va realitzar els fragments de Lleida i Sitges.
Joanot de Pau és un pintor actiu a la zona de la Segarra, el Solsonès i diverses regions pirinenques, i cal considerar-lo un dels mestres paradigmàtics del primer renaixement a les terres lleidatanes. De fet, és un dels pocs noms de pintors actius al territori que conservem d'aquells anys, i de qui tenim la sort de conservar algunes realitzacions, entre elles un Gòlgota procedent de Castellnou d'Oluges (Segarra), custodiat igualment al Museu de Lleida i que, per ara, és la seva única realització documentada (1518). A banda, es conserven obres seves al Museu de Cervera, al Museu Diocesà i Comarcal de Solsona, i en algunes parròquies de les Valls d'Àneu i de la Vall de La Vansa-Tuixén.

## Descripció
El format de la taula demostra que ens trobem davant d'un fragment de compartiment de retaule amb la representació de diversos personatge agenollats, luxosament vestits i en posició orant. El que assoleix més protagonisme duu un mantell decorat amb brocats daurats, rematat en els rivets i punys amb pells d'ermini. Per sobre llueix un mantell de color ataronjat. Junta les mans en senyal d'oració, mentre sosté un rosari de comptes blanques i vermelles del qual penja una borla. Al coll duu un luxós collar daurat efectuat amb la tècnica del pastillatge de guix. Just darrere seu s'ubiquen tres personatges més, armats i abillats tots ells com a cavallers, amb interessants arnesos i cotes de malla, així com calces i bonets de diferents colors. Els personatges apareixen emplaçats en una estança oberta a l'exterior a través d'un mirador o belvedere, des del qual es contempla un senzill paisatge amb una ciutat emmurallada, diversos accidents geogràfics i un cel en gradació cromàtica. El paviment s'ha executat a partir de rajoles, algunes amb decoracions jaspiades, i altres amb motius vegetals flordelisats.
La taula ha estat retallada per tots els costats, segurament a conseqüència de la seva entrada al mercat d'art i antiguitats a principis del segle xx. Partint d'altres pintures contemporànies que mostren una composició similar a partir de personatges agenollats, es creu que l'escena representada era el miracle de la Mare de Déu del Roser i el cavaller de Colònia, la qual es va fer popular a finals del segle xv gràcies a la difusió del culte al Roser.

## Iconografia
Diu la llegenda que a Colònia, estant dos cavallers jugant al joc de la pilota, un matà l'altre després de barallar-s'hi. El germà del difunt jurà revenja i esperava l'ocasió de fer-ho. Un bon dia, l'assassí entrà en una església a resar el rosari, del qual era molt devot, mentre a fora l'esperava el cavaller per dur a terme la venjança. Com que el primer trigava a sortir, el venjador decidí entrar al temple, i allà pogué contemplar un miracle que el deixà bocabadat: va poder veure com, al cantó del cavaller orant, hi havia una dama envoltada de llum que anava recollint unes roses que sortien de la boca d'aquell i en feia una garlanda. Un cop acabà de pregar, la dama li posà la garlanda al cap.